# Теогнид Мегарски
Теогнид от Мегара или Теогнид Мегарски (на гръцки: Θέογνις ὁ Μεγαρεύς, Théognis ho Megareús) е древногръцки лирически поет, творил приблизително през 6 век пр.н.е. Творбите, които му се приписват, се състоят от така характерната за времето си гномическа поезия, която съдържа етични максими и практически съвети за живота. Теогнид е първият древногръцки поет, за когото е известно да е изразявал тревога за евентуалната съдба и опазване на собственото му творчество и, наред с Омир, Хезиод и авторите на Омировите химни, той е сред най-ранните поети, чието творчество е съхранено на цял ръкопис вместо като отделни фрагменти, както са запазени части от творбите на други древногръцки поети. На практика, повече от половината от оцелялата елегична поезия на Гърция отпреди времето на Александър Велики се съдържа в приблизително 1400-те стиха, които се приписват на Теогнид. Заради някои от тези стихове, той още в античността е бил коментиран като „моралист“, макар че целият обем на творчеството му се оценява днес като неподправено описание на аристократичния живот в Древна Гърция.
Стиховете, които се приписват на Теогнид, са от гледната точка на аристократ, сблъсващ се със социалната и политическата революция, която е характерна за гръцките градове от архаичния период. Адресат на част от творчеството му е Кирн, който е представен като неговия млад възлюбен (erōmenos). Авторът на стиховете възпява Кирн и го въвежда в аристократичните ценности на времето, ала Кирн в голяма степен е символ и на неидеалния свят, срещу който поетът с горчивина възнегодува.
С изключение на онова, което Теогнид разкрива за себе си чрез стиховете си, почти нищо не се знае за живота му: записаното в античните източници е малко и съвременните учени поставят под въпрос авторството на повечето от стиховете, които са били запазени на негово име.